# 康之淵
康之淵（カン・ジヨン、朝鮮語: 강지연）は、高麗の文官。朝鮮の氏族の信川康氏の中始祖。

## 概略
康之淵は、モンゴルが高麗に侵攻して、武臣政権が江華島に遷都したときに重臣・扈從功臣であった。以後、門下侍中、信城府院君の要職を歴任する。

## 家系
中国の陝西省京兆郡出身の康叔の次男の67代子孫の康虎景の14代子孫であり、康忠の12代子孫にあたる。康之淵の6代子孫が、忠恵王時代に文科及第した翰林学士の康允成であり、その娘が李氏朝鮮初代王・李成桂の第二夫人・神徳王后である。

## 王氏高麗との血縁関係
中国の陝西省京兆郡出身の康叔の次男の67代子孫の康虎景の息子が康忠であり、康忠は、伊帝健・宝甸・康宝育の3人の子を授かる。康宝育は姪の康徳州を娶り娘の康辰義をもうけ、その康辰義と中国人とのあいだに生まれたのが王帝建である。王帝建の父の中国人は中国唐の皇族で、『編年通録』と『高麗史節要』では粛宗、『編年綱目』では宣宗である。父の中国人が新羅に来た時に、康宝育の娘の康辰義との間に王帝建は生まれた。王帝建は、父を探しに唐に行くため黄海を渡河していた途上、西海龍王の娘の龍女（後の元昌王后）と出会い、王帝建は、西海龍王の娘の龍女（後の元昌王后）の駙馬となる。『聖源録』によると、西海龍王の娘の龍女（後の元昌王后）というのは、中国平州出身の頭恩坫角干の娘である。そして王帝建と西海龍王の娘の龍女（後の元昌王后）との間に息子の王隆が生まれる。その王隆の息子が高麗の初代王王建である。